# Губино (Воскресенский район)
Гу́бино — деревня в Воскресенском муниципальном районе Московской области. Входит в состав сельского поселения Ашитковское. Население — 1035 чел. (2010).

## География

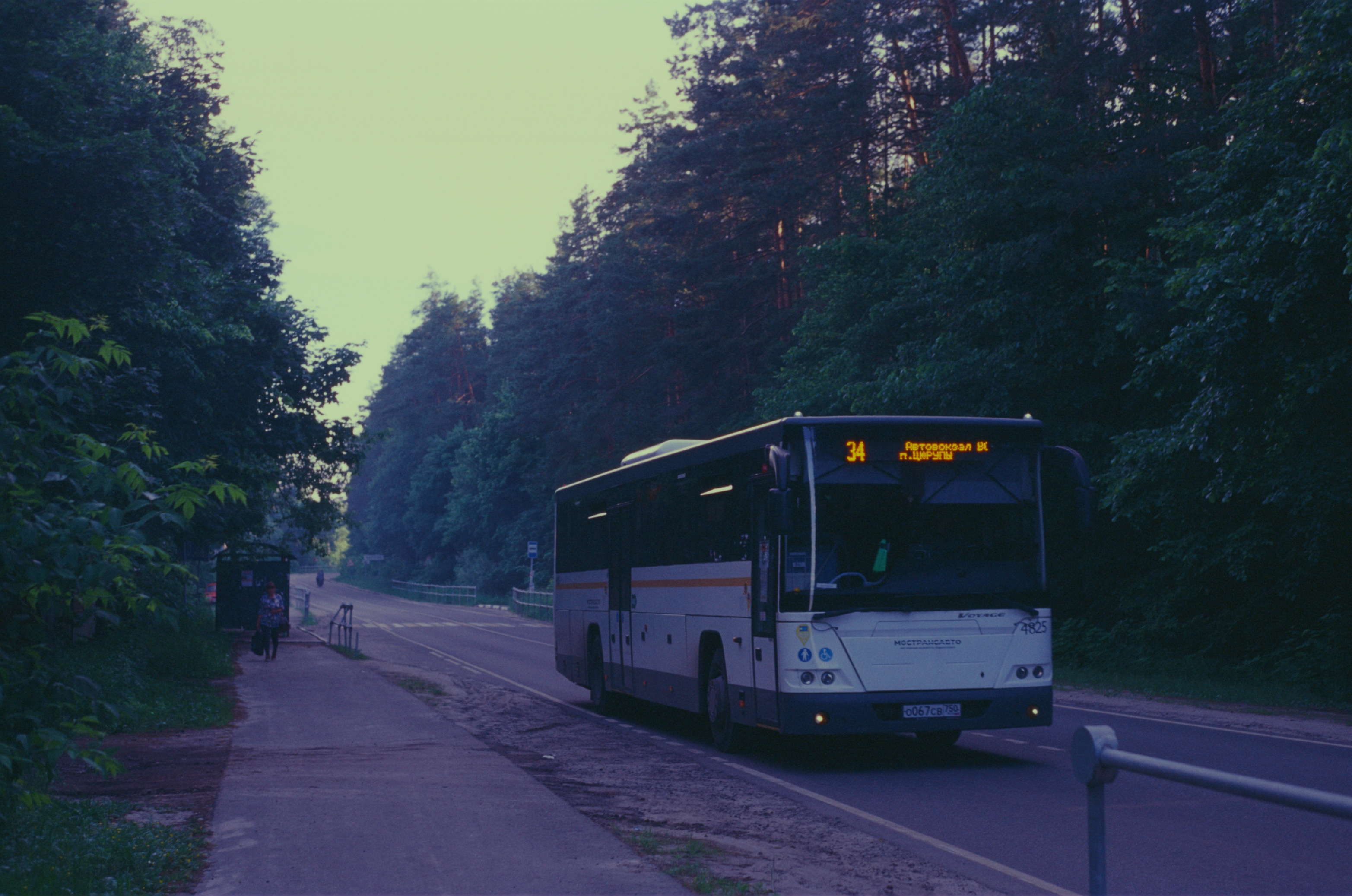
Автобус на шоссе между станцией Виноградово и Губино. На шоссе устроена пешеходная дорога.

Деревня Губино расположена в северной части Воскресенского района, примерно в 13 км к северу от города Воскресенска. Высота над уровнем моря 122 м. В 1 км к востоку от деревни протекает река Нерская. В деревне 8 улиц и 1 переулок, приписано 8 СНТ. Ближайший населённый пункт — село Ашитково.

## Название
Название связано с некалендарным личным именем Губа.

## История
В 1926 году деревня являлась центром Губинского сельсовета Ашитковской волости Бронницкого уезда Московской губернии.

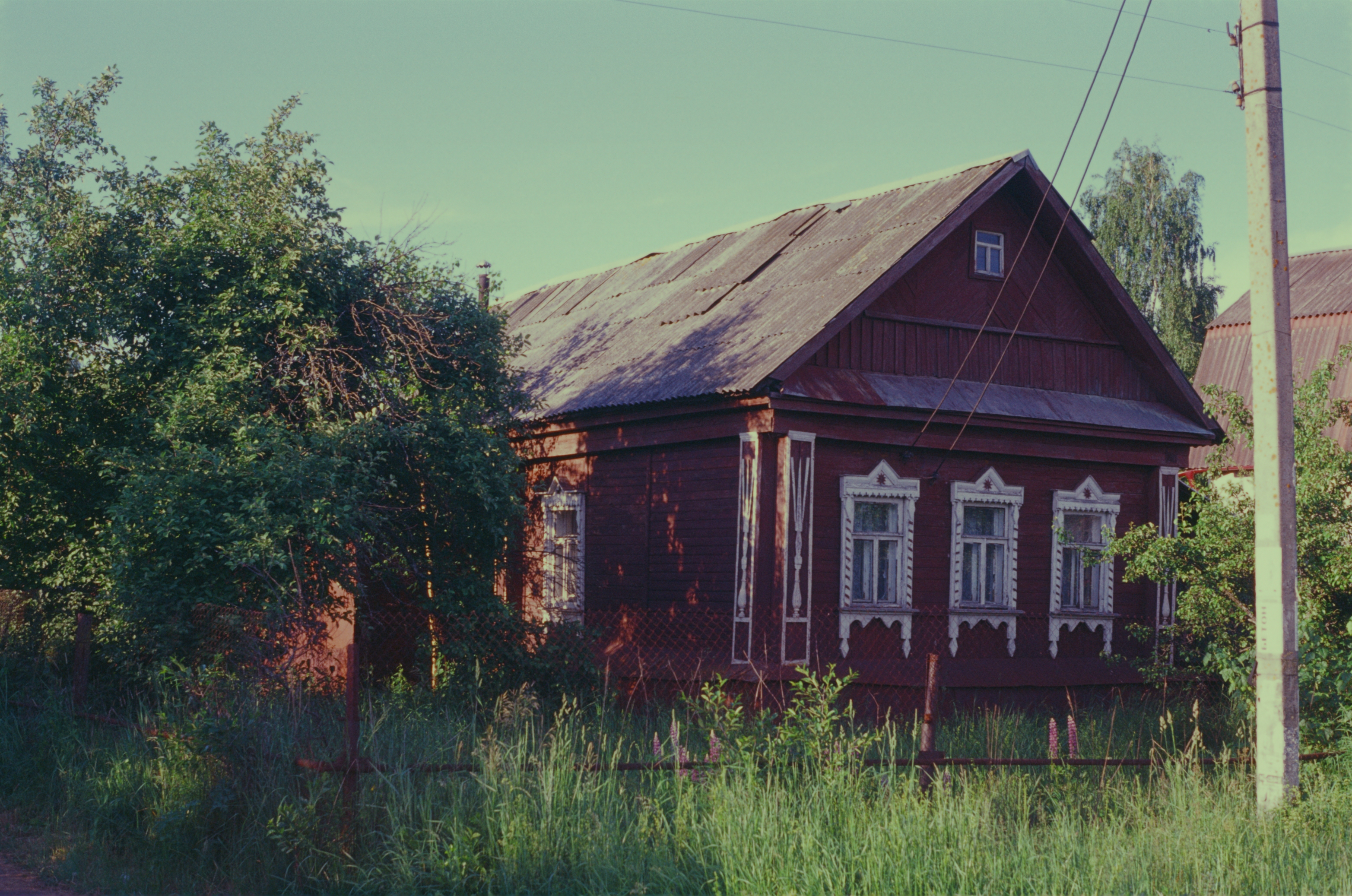
Деревянный дом с наличниками в Губино (2021)

С 1929 года — населённый пункт в составе Ашитковского района Коломенского округа Московской области, с 1930-го, в связи с упразднением округа и переименованием района, — в составе Виноградовского района Московской области. В 1957 году, после того как был упразднён Виноградовский район, деревня была передана в Воскресенский район.
До муниципальной реформы 2006 года Губино входило в состав Ашитковского сельского округа Воскресенского района.

## Население

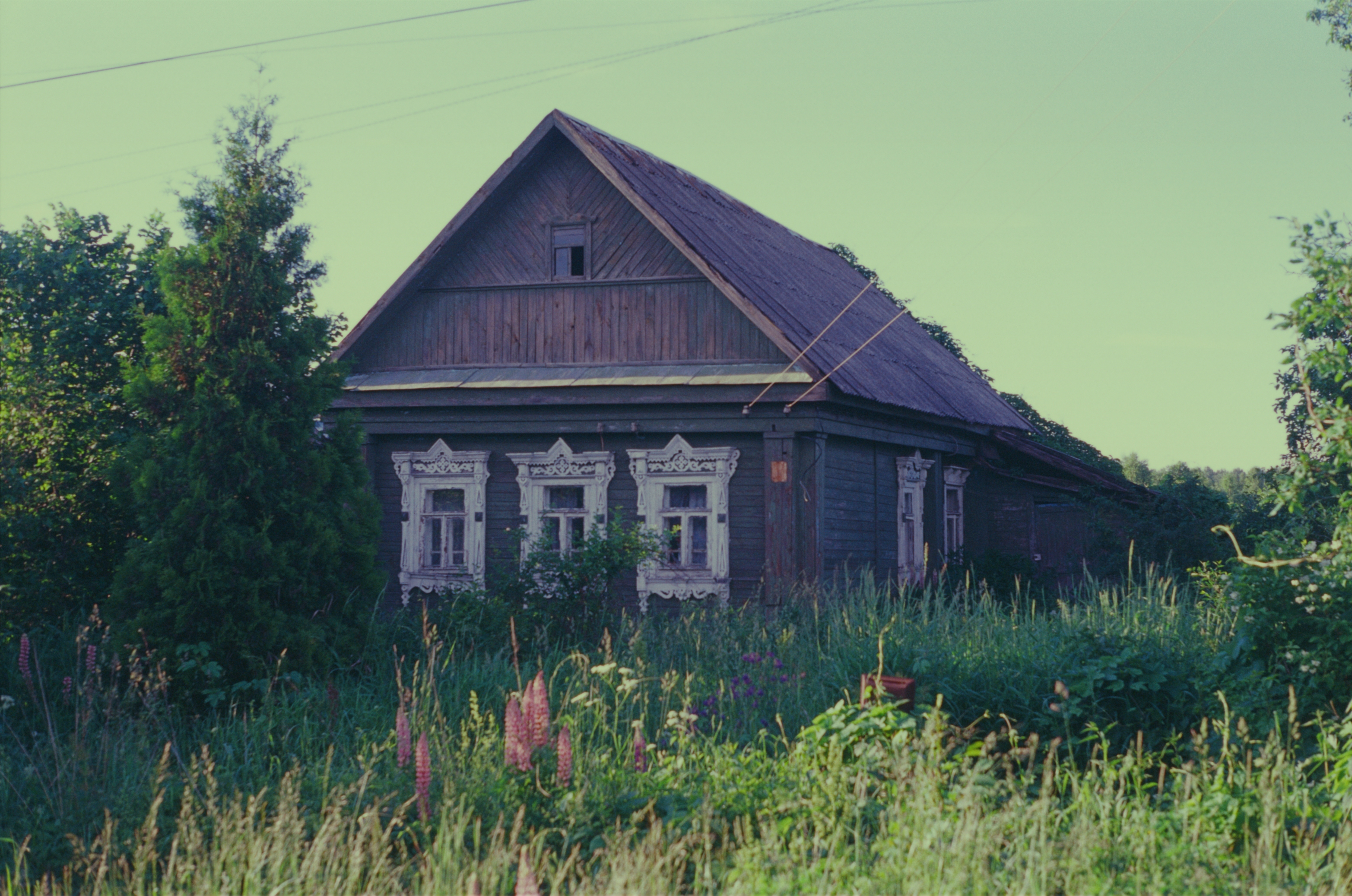
Нежилой деревянный дом в Губино

В 1926 году в деревне проживало 2298 человек (1038 мужчин, 1260 женщин), насчитывалось 412 крестьянских хозяйств. По переписи 2002 года — 817 человек (360 мужчин, 457 женщин).
| 1926 | 2002 | 2010  |
| ---- | ---- | ----- |
| 2298 | ↘817 | ↗1035 |